# Austrijski savez sindikata
Austrijski savez sindikata (Österreichischer Gewerkschaftsbund, ÖGB) je krovna organizacija austrijskih radničkih sindikata.  Članstvo je dobrovoljno. 2016. imala je 1,2 milijuna članova. Današnji predsjednik je Erich Foglar. Zbog dobrovoljnosti članstva, ne smije ih se miješati s Austrijskom komorom radnika i namještenika (Kammer für Arbeiter und Angestellte, kraće Arbeiterkammer, AK) gdje je članstvo obvezno za sve osobe koje su zaposlene u Austriji. 
Austrijski savez sindikata osnovan je 15. travnja 1945. godine radi nadstranačkog zastupanja interesa posloprimaca. Utemeljeno je kao društvo i dijeli se u sedam sindikata. Tradicijski njime prevladava Fraktion Sozialdemokratischer GewerkschafterInnen. Za vrijeme korporatno statične Savezne Države Austrije (vrijeme Ständestaata, Ständea) 1934. – 1938. postojala je jedna od diktaturske vlasti ovisna,  nedemokratski konstituirana organizacija vrlo slična imena.
Sjedište je u Beču. Predsjednici su bili Johann Böhm, Franz Olah, Anton Banya, Fritz Verzetnitsch, Rudolf Hundstorfer i danas Erich Foglar.

## Vanjske poveznice
- www.OeGB.at
- VÖGB-Skriptendatenbank - Gewerkschaftskunde
- Österreichischer Gewerkschaftsbund na Austria-Forum (u AEIOU Österreich-Lexikon)